# 戦後猟奇犯罪史
『戦後猟奇犯罪史』（せんごりょうきはんざいし）は、1976年公開の日本映画。東映京都撮影所製作、東映配給。併映『脱走遊戯』（主演：千葉真一、監督：山下耕作）。

## 概要
戦後、実際に起きた猟奇事件を再現したオムニバス映画。西口彰事件、克美しげる事件、大久保清連続殺人事件の三つの事件を描く。内容はほぼ史実通りだが、犯人役及び事件関係者は実名をもじった名前になっている。主演は室田日出男・五十嵐義弘・川谷拓三。

## スタッフ
- 企画：杉本直幸
- 監督：牧口雄二
- 脚本：金子武郎、中島信昭
- 撮影：勝木勝夫
- 音楽：渡辺岳夫
- 美術：園田一佳
- 編集：玉木濬夫
- 助監督：厨子稔雄

## キャスト
- レポーター：泉ピン子
- 司会者：友金敏雄※ノンクレジット
- 風見のぼるのパネルを持ってくるスタッフ：大矢敬典※ノンクレジット

### 西口彰事件
〈日本横断、詐欺、殺人事件〉
- 西本明：室田日出男
- 山崎ふじの：橘麻紀
- 山崎好江：藤ひろ子
- 中村スミ：泉ゆり
- 森山重雄：疋田泰盛
- 林千吉：片桐竜次
- 金井紀夫：汐路章
- 山口和也：壬生新太郎
- 真山満子：紅かおる
- 立川みどり：仁科扶紀
- ※以下ノンクレジット
- 交番の警官：峰蘭太郎
- 競艇場の男：北川俊夫
- 老弁護士：浪花五郎

### 克美しげる事件
〈K歌手、空港死体遺棄事件〉
- 風見のぼる：五十嵐義弘
- 池島陽子：末宗俊子
- ※以下ノンクレジット
- 刑事：波多野博、和田昌也
- 風見のマネージャー:森源太郎

### 大久保清連続殺人事件
〈連続強姦殺人事件〉
- 久保清一：川谷拓三
- 黒丸警部：岩尾正隆
- 田丸警部補：藤沢徹夫
- 牧美津子：内村レナ
- 牧昌彦：中村錦司
- 美津子の祖母：和歌林三津江
- 穴木静馬：奈辺悟
- 福田：林彰太郎
- 三輪佐吉：宮城幸生
- 相川郁子：秋津令子
- 柏木久美子：
- 佐川志麻：
- 矢部弓子：浅川詩織
- ※以下ノンクレジット
- 鑑識課員:木谷邦臣、司裕介、北川俊夫
- 牧美津子捜索隊の男:波多野博
- 野次馬:畑中伶一

## 製作経緯

### 企画
企画は当時の東映社長・岡田茂。当初のタイトルは『ドッキリ昭和猟奇犯罪史』であった。当時非常に高い人気だった日本テレビの『ウイークエンダー』を真似ろと岡田が指示した。人気ドラマが映画化されたり、ヒット映画がテレビドラマ化されたりするケースは多いが、本作は映画がテレビをパクる、情報番組/バラエティ番組をパクるという珍しい事例である。『ウィークエンダー』風のセットで泉ピン子がリポーターとなり、3つの有名な猟奇事件を紹介していく『ウイークエンダー THE MOVIE』である。監督の牧口雄二は「中身は深作タッチのつもりで作ったのに、組み合わせが異質。泉ピン子は止めて欲しい」と頼んだがダメだったと話している。また当初は「西口彰事件」と「大久保清連続殺人事件」の2話構成だったが、撮影2日前に「克美茂愛人絞殺事件」が発生し、岡田社長が「この事件も入れろ」と命令し無理やり3話構成になった。急な指示で時間もなく第2話は脚本を一晩で書き上げ、撮影時間も短く尺も短くいびつな構成となった。「西口彰事件」は本作が最初の映像化といわれる。牧口は「大久保清だけで一作通したらよかった」と話している。

### 撮影
第3話で川谷拓三が女子大生役の内村レナをレンゲ畑で強姦するシーンは、川谷に「本気で襲うように」と大体の段取りだけ指示して撮った一発撮り。しかし若い内村に川谷が追いつけなくなり NG。琵琶湖畔での撮影で、破った服の替わりがなく「往復すると2時間かかります」と言われ仕方なくNGシーンを採用した。

## 東映実録犯罪映画
日本映画は古くから実録犯罪に材を取ったエクスプロイテーション映画を製作してきた。1932年に帝都を震撼させた玉の井バラバラ殺人事件は、犯人逮捕直後に四社よる競作になったといわれる。東映は大手映画会社で最も積極的に実録犯罪映画に手を出した。東映の実録犯罪映画史は、東映東京撮影所と東映京都撮影所で異なる流れがあり、東京撮影所では「警視庁物語シリーズ」から派生した吉展ちゃん誘拐殺人事件を描いた『噫（ああ）！吉展ちゃん』（1965年）や『一万三千人の容疑者』（1966年、監督：関川秀雄）から始まるものと、岡田茂が京都撮影所長時代に始めた東映ポルノ路線の阿部定本人を引っ張り出したことでも知られる『明治大正昭和 猟奇女犯罪史』（1969年、監督：石井輝男）を皮切りとしたものがある。1973年から低予算の「東映ニューポルノ」が始まると多くの実録犯罪映画が製作された。本作はその決定版といえる。
伊藤俊也は「猟奇犯罪史」というのは岡田社長から持ち出された企画と述べている。伊藤が1975年に鬼熊事件を題材に「ひとよんで鬼熊」というシナリオを深町秀煕と澤井信一郎の共同で書き、岡田社長に提出したが「これはウチでやる映画じゃない。ATGを紹介してやる」と言われ企画は通らず。その後モデル問題が色々起こり映画化されなかったという（シナリオのみ『キネマ旬報』1975年11月下旬号に掲載）。